# Sudden Motion Sensor
Mit Sudden Motion Sensor (Apple), Active Protection System (IBM), HP 3D DriveGuard (HP), Free Fall Sensor (Dell) oder ähnlich werden Schutzsysteme für Notebooks bezeichnet, die das plötzliche Bewegen von Geräten, die ein Festplattenlaufwerk enthalten, erkennen und die Schreib-und-Lese-Köpfe augenblicklich parkt, damit sie beim Herunterfallen nicht das Speichermedium beschädigen (Head-Crash).
Das Verfahren vermindert auf diese Weise die Gefahr von Datenverlust. Wird das Gerät wieder in eine normale Position gebracht, werden die Leseköpfe wieder freigegeben.
Mit einem Beschleunigungssensor wird versucht, anhand der Veränderung der Achse des Geräts und durch Analyse der Beschleunigungskräfte einen möglichen Sturz zu erkennen.
Durch die Verbreitung von SSDs, die ohne mechanische Teile auskommen, sind solche Schutzsysteme überflüssig geworden. Dennoch können in portablen Systemen weiterhin Gyroskope oder Beschleunigungssensoren eingebaut sein, beispielsweise zur Detektion, ob ein Convertible sich im Landscape- oder im Portraitmodus befindet oder für den Gaming-Einsatz.

## Apple
Sudden Motion Sensor (SMS, sinngemäß Sensor für plötzliche Bewegung) wurde von Apple patentiert.
Die Technik kam erstmals in den am 31. Januar 2005 vorgestellten aufgefrischten PowerBooks mit G4-Prozessor zum Einsatz. Der Sudden Motion Sensor ist nicht Bestandteil der Festplatte, sondern in die Hauptplatine integriert, so dass dieser Schutzmechanismus auch noch nach einem Festplattentausch zur Verfügung steht.
Im Juli 2005 wurde die Technik auch beim iBook eingeführt. Auch die 2006 vorgestellten Produktlinien MacBook und MacBook Pro sind mit der Sudden-Motion-Technik ausgerüstet.
Bei neueren Geräten, die nie Platz für eine Festplatte hatten, ist der SMS nicht mehr vorhanden. Die neusten Geräte mit SMS sind also:
- MacBook (Mitte 2012)
- MacBook Pro (13″ Mitte 2012)
- MacBook Pro (15″, Mitte 2012)
- MacBook Pro (17″, Ende 2011)

Bei folgenden nicht mehr dabei:
- MacBook (Retina, 2015) MacBook Pro (13″, Retina Display, Ende 2012)
- MacBook Pro (15″, Retina Display, Mitte 2012)

Und neuer.
Im Terminal kann man pmset -g eingeben und dann steht neben sms eine 1, wenn es aktiviert ist.
Von Java aus kann man beispielsweise mit der Open-Source-Software Jilt auf die Daten des SMS zugreifen.
Daher gibt es inzwischen viele Programme, die den Sudden Motion Sensor benutzen, um beispielsweise eine Alarmanlage zu realisieren (iAlertU) oder um die Arbeitsfläche zu verändern, wenn der Benutzer dem Notebook einen leichten seitlichen Schlag versetzt (SMacBook).
Eine andere Anwendung ist das freie Programm SeisMac, welches einen Apple-Laptop in einen Seismographen verwandelt, ähnliche Verwendung finden die Sensoren bei QCN, einem BOINC-basierten Projekt zum Aufspüren und Melden von Erdbeben.

## HP
HP 3D DriveGuard wird von einigen HP-Systemen unterstützt.

## IBM
Das Active Protection System wurde 2003 von IBM, später Lenovo eingeführt.

## Weitere Hersteller
Weitere Hersteller haben ähnliche Schutzsysteme in ihren Notebooks eingebaut, so Acer, Dell und andere.